# NUnit
NUnit — відкрите середовище модульного тестування застосунків для .NET. Воно було перенесене з мови Java (бібліотека JUnit). Перші версії NUnit були написані на J#, але потім весь код був переписаний на C# з використанням таких нововведень .NET, як атрибути.
Існують також відомі розширення оригінального пакету NUnit, значна частина з них також з відкритим сирцевим кодом. NUnit.Forms доповнює NUnit засобами тестування елементів користувацького інтерфейсу Windows Forms. NUnit.ASP виконує цю саму задачу для елементів інтерфейсу в ASP.NET.

## Приклад
Приклад тесту NUnit:
```
using
 
NUnit.Framework
;

 

[TestFixture]

public
 
class
 
ExampleTestOfNUnit

{

    
[Test]

    
public
 
void
 
TestMultiplication
()

    
{

        
Assert
.
AreEqual
(
4
,
 
2
 
*
 
2
,
 
"Множення"
);

    
}

}

```

NUnit автоматично знаходить метод ExampleTestOfNUnit.TestMultiplication () за допомогою відображення.